# Mała Synagoga w Inowrocławiu
Mała Synagoga w Inowrocławiu – nieistniejąca obecnie synagoga znajdująca się w Inowrocławiu przy ulicy Krótkiej 1/2 i Wałowej 10/11. Powstała w 1805 roku na miejscu wcześniejszej synagogi, również zwanej małą. Po wybudowaniu w początkach XX wieku większej świątyni w śródmieściu, dawna synagoga pełniła funkcje domu modlitwy i szkoły talmudycznej. Budynek przetrwał II wojnę światową i został dostosowany do funkcji mieszkalnych, w latach 80. został rozebrany, a w 1988 jego miejsce zajął nowy budynek mieszkalny wzorowany na poprzednim.
Synagoga powstała w 1805 roku w miejscu zajmowanym wcześniej przez inną synagogę o tej samej nazwie. Niektóre źródła podają, że wcześniejsza synagoga została spalona w 1775 roku podczas wielkiego pożaru miasta, inne że została zburzona w 1804 celowo, by uczynić miejsce dla nowej budowli. Budynek miał formę klasycystycznego dworku, połowę kosztów jego wystawienia pokrył spadek przekazany przez Salomona Abrahama. Pod koniec XIX wieku dworek przebudowano dobudowując do niego wysoką salę modlitwy (tzw. bet ha-midrasz, dosł. dom nauki bądź modlitwy) z charakterystycznymi wysokimi, półokrągło zakończonymi oknami. Obok sali głównej znajdowała się również szkoła talmudyczna i bogata biblioteka.
Pod koniec XIX wieku niewielki dom modlitwy przestał wystarczać na pomieszczenie rosnącej społeczności żydowskiej Inowrocławia, wobec czego za sumę 250 tysięcy marek rabin Jakub Kohn wystawił w mieście w latach 1905-1907 nową synagogę. Od tego czasu dworek był użytkowany na cele społeczno-oświatowe i funkcjonował pod nazwą bet ha-midrasz.
Budynek przetrwał II wojnę światową w dobrym stanie, po wojnie został przeznaczony na cele mieszkalne. Do lat 80. XX wieku popadł w ruinę i ostatecznie w 1980 zawalił się, a jego resztki rozebrano. W 1988 roku działkę przejął nowy właściciel, który w kolejnych latach wystawił na niej nowy budynek mieszkalny, luźno wzorowany na wcześniejszej budowli (inne źródła podają, że nowy budynek wystawiono już w 1980 roku).